# AFC-kupa
Az AFC-kupa (angolul: AFC Cup) egy az AFC által kiírt nemzetközi labdarúgókupa.
A kupát 2004 óta rendezik meg és az AFC-bajnokok ligája után a második számú kupasorozatnak számít Ázsiában.
A legsikeresebb csapat a kuvaiti Kuwait 3 győzelemmel.

## Eredmények
| Év             | Döntő                      | Döntő                            | Döntő                      |
| Év             | Győztes                    | Eredmény                         | Döntős                     |
| -------------- | -------------------------- | -------------------------------- | -------------------------- |
| 2004 Részletek | Al-Jaish (Szíria)          | 2 - 3 1 - 0 Össz: 3 - 3 (i.r.g.) | Al-Wahda (Szíria)          |
| 2005 Részletek | Al-Faisaly (Jordánia)      | 1 - 0 3 - 2 Össz: 4 - 2          | Al-Nejmeh Beirut (Libanon) |
| 2006 Részletek | Al-Faisaly (Jordánia)      | 3 - 0 2 - 4 Össz: 5 - 4          | Muharraq Club (Bahrein)    |
| 2007 Részletek | Shabab Al Ordon (Jordánia) | 1 - 0 1 - 1 Össz: 2 - 1          | Al-Faisaly (Jordánia)      |
| 2008 Részletek | Muharraq Club (Bahrein)    | 5 - 4 5 - 1 Össz: 10 - 5         | Safa Beirut (Libanon)      |
| 2009 Részletek | Al-Kuwait (Kuvait)         | 2 - 1                            | Al-Karamah (Szíria)        |
| 2010 Részletek | Al-Ittihad Aleppo (Szíria) | 1 - 1 (h.u.) 4 - 2 (b.u.)        | Qadsia SC (Kuvait)         |
| 2011 Részletek | Nasaf Qarshi (Üzbegisztán) | 2 - 1                            | Al-Kuwait (Kuvait)         |
| 2012 Részletek | Al-Kuwait (Kuvait)         | 4 - 0                            | Erbil (Irak)               |
| 2013 Részletek | Al-Kuwait (Kuvait)         | 2 - 0                            | Al-Qadisiya (Kuvait)       |
| 2014 Részletek | Al-Qadisiya (Kuvait)       | 4 - 2                            | Erbil (Irak)               |
| 2015 Részletek | Johor (Malajzia)           | 1 - 0                            | Isztiklol (Tádzsikisztán)  |

- i.r.g. – idegenben rúgott góllal
- h.u. – hosszabbítás után
- b.u. – büntetők után
- Össz. – Összesítésben

## Ranglista Országonként
| Ország        | Győztes | Döntős |
| ------------- | ------- | ------ |
| Kuvait        | 4       | 3      |
| Jordánia      | 3       | 1      |
| Szíria        | 2       | 2      |
| Bahrein       | 1       | 1      |
| Üzbegisztán   | 1       | –      |
| Malajzia      | 1       | –      |
| Irak          | –       | 2      |
| Libanon       | –       | 2      |
| Tádzsikisztán | –       | 1      |